# Herrarnas dubbelsculler i rodd vid olympiska sommarspelen 1992
Herrarnas dubbelsculler i rodd vid olympiska sommarspelen 1992 avgjordes mellan den 27 juli och 1 augusti 1992.

## Medaljörer
| Gren          | Guld                                    | Silver                                  | Brons                                 |
| Dubbelsculler | Peter Antonie och Stephen Hawkins (AUS) | Arnold Jonke och Christoph Zerbst (AUT) | Nico Rienks och Henk-Jan Zwolle (NED) |

## Resultat

### A-final
| Placering | Roddare                                  | Land          | Tid     |
| --------- | ---------------------------------------- | ------------- | ------- |
| 1         | Peter Antonie och Stephen Hawkins        | Australien    | 6:17,32 |
| 2         | Arnold Jonke och Christoph Zerbst        | Österrike     | 6:18,42 |
| 3         | Nico Rienks och Henk-Jan Zwolle          | Nederländerna | 6:22,82 |
| 4         | Priit Tasane och Priit Tasane            | Estland       | 6:23,34 |
| 5         | Andrzej Marszałek och Andrzej Krzepiński | Polen         | 6:24,32 |
| 6         | Miguel Álvarez och José Antonio Merín    | Spanien       | 6:26,96 |